# Veto (album)
Veto è il settimo album in studio del gruppo melodic death metal tedesco Heaven Shall Burn, pubblicato nel 2013.

## Tracce
1. Godiva – 4:20
2. Land of the Upright Ones – 4:09
3. Die Stürme rufen Dich – 4:00
4. Fallen – 4:30
5. Hunters Will Be Hunted – 6:00
6. You Will Be Godless – 3:11
7. Valhalla (Blind Guardian cover) – 5:30
8. Antagonized – 3:34
9. Like Gods Among Mortals – 4:21
10. 53 Nations – 4:07
11. Beyond Redemption – 5:47

Traccia bonus nella Special Edition
1. European Super State (Killing Joke cover) – 4:31

Traccia bonus nell'edizione coreana
1. Nowhere (Therapy? cover) – 2:25

## Formazione
- Marcus Bischoff - voce
- Maik Weichert - chitarra
- Alexander Diez - chitarra
- Eric Bischoff - basso
- Matthias Voigt - batteria